# Ministère de l'Intérieur (Espagne)
Pour les articles homonymes, voir Ministère de l'Intérieur.
Le ministère de l'Intérieur (Ministerio del Interior) est le département ministériel chargé de la sécurité publique, de la protection des droits fondamentaux et de la gestion des établissements pénitentiaires en Espagne.
Il est dirigé, depuis le 7 juin 2018, par l'indépendant Fernando Grande-Marlaska.
Son siège se situe calle Amador de los Ríos, à Madrid.

## Missions

### Fonctions
Le ministère de l'Intérieur est chargé de la proposition et l'exécution de la politique gouvernementale en matière de sécurité publique, de gestion du trafic routier, de sécurité routière, de promotion des conditions d'exercice des droits fondamentaux et d'exercer le commandement sur les forces de sécurité de l'État.

### Organisation
Le ministère s'organise de la façon suivante, :
- ministre de l'Intérieur
  - secrétariat d'État à la Sécurité
    - direction générale de la Police
    - direction générale de la Garde civile
    - direction générale des Relations internationales et des Étrangers
    - direction générale de la Coordination et des Études

  - secrétariat général des Institutions pénitentiaires
    - direction générale de l'Exécution des peines et de la Réinsertion sociale

  - sous-secrétariat de l'Intérieur
    - secrétariat général technique
    - direction générale de la Politique intérieure
    - direction générale de la Circulation routière
    - direction générale de la Protection civile et des Urgences
    - direction générale de Soutien aux victimes du terrorisme
    - direction générale de la Protection internationale

### Décentralisation de la sécurité
Bien que la sécurité publique soit, en principe, une compétence relevant de l'État, en vertu de la Constitution de 1978, plusieurs communautés autonomes disposent d'une force de police, autonome ou mise à disposition par le corps national de police (CNP).
Ainsi, la Catalogne dispose des Mossos d'Esquadra, le Pays basque de l’Ertzaintza, la Navarre a constitué la Policía Foral et les Îles Canaries ont la Policía Canaria. En outre, l'Andalousie, l'Aragón, les Asturies, la Communauté valencienne et la Galice disposent d'une unité de police mise à disposition (Unidad del Cuerpo Nacional de Policía adscrita a la Comunidad Autónoma), sans toutefois être compétente en matière de sécurité publique.

## Histoire
Créé par le roi Ferdinand VII d'Espagne en 1820, sous le nom de ministère de l'Intérieur de la Péninsule (Ministerio de la Gobernación de la Península), il tire son origine du ministère de la Police (Ministerio de Policía), instauré en 1808, et le secrétariat du cabinet de l'Intérieur du Royaume (Secretaría de Despacho de Gobernación del Reino), ayant brièvement existé entre 1812 et 1813.
Dès 1823, il est supprimé, avant de revenir douze ans plus tard, comme ministère de l'Intérieur (Ministerio de la Gobernación). Au cours de la guerre civile, le gouvernement nationaliste du général Francisco Franco créé le ministère de l'Ordre public (Ministerio de Orden Público) durant l'année 1938, avant de pourvoir un véritable ministère de l'Intérieur. À la mort de Franco, l'ancien ministre de l'Information, Manuel Fraga, devient responsable du ministère jusqu'en 1976.
Il connaît un changement majeur en 1994, lorsqu'il fusionne avec le ministère de la Justice, formant le ministère de la Justice et de l'Intérieur (Ministerio de Justicia e Interior), une situation qui prendra fin deux années plus tard, avec l'arrivée au pouvoir de José María Aznar.

## Titulaires depuis 1977
| Nom | Nom | Nom                                                                | Dates du mandat | Dates du mandat | Parti | Gouvernement            |
| --- | --- | ------------------------------------------------------------------ | --------------- | --------------- | ----- | ----------------------- |
|     |     | Rodolfo Martín Villa                                               | 05/07/1977      | 06/04/1979      | UCD   | Suárez II               |
|     |     | Antonio Ibáñez Freire                                              | 06/04/1979      | 03/05/1980      | Aucun | Suárez III              |
|     |     | Juan José Rosón                                                    | 03/05/1980      | 03/12/1982      | UCD   | Suárez III Calvo-Sotelo |
|     |     | José Barrionuevo                                                   | 03/12/1982      | 12/07/1988      | PSOE  | González I et II        |
|     |     | José Luis Corcuera                                                 | 12/07/1988      | 25/11/1993      | PSOE  | González II, III et IV  |
|     |     | Antoni Asunción,                                                   | 25/11/1993      | 06/05/1994      | PSOE  | González IV             |
|     |     |                                                                    |                 |                 |       |                         |
|     |     | Jaime Mayor Oreja                                                  | 06/05/1996      | 28/02/2001      | PP    | Aznar I et II           |
|     |     | Mariano Rajoy (Vice-président du gouvernement)                     | 28/02/2001      | 10/07/2002      | PP    | Aznar II                |
|     |     | Ángel Acebes                                                       | 10/07/2002      | 18/04/2004      | PP    | Aznar II                |
|     |     | José Antonio Alonso                                                | 18/04/2004      | 11/04/2006      | Aucun | Zapatero I              |
|     |     | Alfredo Pérez Rubalcaba (Vice-président du gouvernement 2010-2011) | 11/04/2006      | 12/07/2011      | PSOE  | Zapatero I et II        |
|     |     | Antonio Camacho                                                    | 12/07/2011      | 22/12/2011      | Aucun | Zapatero II             |
|     |     | Jorge Fernández Díaz                                               | 22/12/2011      | 04/11/2016      | PP    | Rajoy I                 |
|     |     | Juan Ignacio Zoido                                                 | 04/11/2016      | 07/06/2018      | PP    | Rajoy II                |
|     |     | Fernando Grande-Marlaska                                           | 07/06/2018      | En fonction     | Aucun | Sánchez I, II et III    |